# La Laguna, San Miguel Amatitlán
La Laguna är en ort i Mexiko.   Den ligger i kommunen San Miguel Amatitlán och delstaten Oaxaca, i den sydöstra delen av landet, 210 km sydost om huvudstaden Mexico City. La Laguna ligger 1 561 meter över havet och antalet invånare är 260.
Terrängen runt La Laguna är huvudsakligen kuperad, men åt nordost är den platt. Terrängen runt La Laguna sluttar västerut. Runt La Laguna är det ganska tätbefolkat, med 96 invånare per kvadratkilometer. Närmaste större samhälle är San Lorenzo Vista Hermosa, 8,0 km nordväst om La Laguna. I omgivningarna runt La Laguna växer huvudsakligen savannskog.